# Свободка (Амурская область)
Свобо́дка — село в Тамбовском районе Амурской области, Россия. Входит в Жариковский сельсовет.

## География
Село Свободка стоит на левом берегу реки Гильчин, находится в 18 км к юго-западу от районного центра Тамбовского района села Тамбовка, автомобильная дорога идёт через Косицино и административный центр Жариковского сельсовета село Жариково, расстояние до Жариково — 6 км.
От села Свободка на юг идёт дорога в Константиновский район к селу Верхний Уртуй и к районному центру Константиновка.

## Население
| 2002 | 2010 | 2012 | 2013 | 2014 | 2015 | 2016 |
| ---- | ---- | ---- | ---- | ---- | ---- | ---- |
| 230  | ↘181 | ↘175 | ↘174 | ↘166 | →166 | ↗169 |
| 2017 | 2018 |      |      |      |      |      |
| ↗175 | ↗178 |      |      |      |      |      |

## Инфраструктура
Сельскохозяйственные предприятия Тамбовского района.